# 拉特蘭 (伊利諾伊州)
拉特蘭（英語：Rutland）是位於美國伊利諾伊州拉薩爾縣的一個村落。

## 地理
拉特蘭的座標為40°59′02″N 89°02′36″W / 40.98389°N 89.04333°W，而該地最高點為海拔高度213米（即699英尺）。

## 人口
根據2010年美國人口普查的數據，拉特蘭的面積為1.80平方千米，當中陸地面積為1.80平方千米，而水域面積為0.00平方千米。當地共有人口318人，而人口密度為每平方千米176人。